# Johann Jakob Scherer
Pour les articles homonymes, voir Johann Scherer et Scherer.
Johann Jakob Scherer, né le 10 novembre 1825 à Schönenberg et mort le 23 décembre 1878 à Winterthour, est un homme politique suisse. Bourgeois de Winterthour (canton de Zurich) et membre du Parti radical-démocratique, il est conseiller fédéral de 1872 jusqu'à son décès.

## Départements
- 1872 Département des finances
- 1873 Département des finances et des douanes
- 1873-1874 Département des chemins de fer et du commerce
- 1875 Département politique
- 1876-1878 Département militaire

## Présidence de la Confédération
- 1875